# Hemonylaan
De Hemonylaan is een laan in Amsterdam-Zuid, De Pijp. De straat kreeg in 1891 haar naam en is genoemd naar Pieter en François Hemony, klokkengieters.
De straat is aangelegd op de plek van de Zaagmolensloot, die eind 19e eeuw werd gedempt. Dat er vroeger een waterweg liep is nog te zien aan de breedte van de straat. Zij is opvallend breed voor de buurt. Een van de kades droeg vanaf 1878 de naam Hemonykade. De straat kent een aantal luxe aandoende huizen, maar die bebouwing is alleen aan de zuidkant van de straat. De noordkant wordt gevormd van uitbouwen van gebouwen van de Stadhouderskade. De huisnummering aan de zuidkant is doorlopend van 1 tot en met 27. De noordzijde heeft geen eigen nummering, zij kreeg nummers mee die verwijzen naar de overkant (6a tegenover 6 etc.).    
De straat is aangelegd in het verlengde van de Albert Cuypstraat, ook al aangelegd na de demping van de Zaagmolensloot. Aan het andere eind staat ze haaks op de veel minder deftige Hemonystraat.
Aan de noordzijde zijn in de 21e eeuw door kunstenaar Hugo Kaagman muurschilderingen aangebracht. In een van die kunstwerken heeft hij de beschildering van het Zebra-house (ook van hem) aan de Sarphatistraat gekopieerd.